# Benjamin Goller
Benjamin Goller (ur. 1 stycznia 1999 w Reutlingen) – niemiecki piłkarz występujący na pozycji napastnika. Wychowanek Stuttgarter Kickers, w trakcie swojej kariery grał także w takich zespołach, jak Schalke 04, Werder Brema oraz Karlsruher SC. Młodzieżowy reprezentant Niemiec.